# AMR-WB
AMR-WB（Adaptive Multi-Rate Wideband）は、Adaptive Multi-Rate（AMR）をベースとするマルチレートの広帯域音声符号化方式で、GSMやW-CDMA 方式の第三世代携帯電話、VoLTEで利用される。AMR-WB と区別するため、従来の AMR は AMR-NB（Adaptive Multi-Rate Narrowband）と呼ばれることもある。
同じ仕様は ITU-T が勧告した広帯域音声符号化方式 G.722.2 でも使用されている。

## 概要
AMR-WB は、GSM などで使用される Adaptive Multi-Rate（AMR）と同様マルチレートをサポートする音声符号化方式で、AMR を広帯域化することで音質を高めたものである。通常の電話インタフェースの2倍の帯域幅を持つ 50 Hz-7 kHz（サンプリング周波数 16kHz）の音声信号を 6.60 kbps～23.85 kbpsまでの 9 種類のビットレートで符号化できる。AMR-WB は標準化団体の3GPP（3rd Generation Partnership Project）が策定した。
ITU-T が勧告した広帯域音声符号化方式 G.722.2 も AMR-WB と同じものである。この規格は G.722、G.722.1 から派生したもので、これらと比べると同じ広帯域の音声をより低いビットレートで符号化できる。G.722.2 の正式な名称は"Wideband coding of speech at around 16 kbit/s using Adaptive Multi-Rate Wideband (AMR-WB)"（広帯域適応マルチレート (AMR-WB) 方式を用いた16 kbit/s程度の広帯域音声符号化）である。
AMR-WB の符号化アルゴリズムは AMR と同じ ACELP（Algebraic Code Excited Linear Prediction）を使用し、以下のビットレートをサポートしている。6.60 kbps～12.65 kbps までが必須マルチレート構成で、通常は 12.65 kbps が使用される。それより高いビットレートは背景雑音が多い環境、音声と音楽との組み合わせ、マルチパーティ会議など高い音質が要求される場合に使用される。
| ビットレート | サポート | 説明 |
| ------------ | -------- | --- |
| 6.60 kbps    | 必須     | 移動体回線交換システム（GSM, W-CDMA）で使用：無線状態が悪い時にのみ一時的に使用。広帯域音声とは見なされない。                                                                          |
| 8.85 kbps    | 必須     | 移動体回線交換システム（GSM, W-CDMA）で使用：無線状態が悪い時にのみ一時的に使用。広帯域音声とは見なされない。48 kbps の G.722 と同等の音質。                                           |
| 12.65 kbps   | 必須     | 移動体回線交換システム（GSM, W-CDMA）で使用：メインとなるビットレート。AMR より優れた音質で、これ以上のビットレートでは 56 kbps の G.722 と同等かそれ以上の音質。ドコモがVoLTEで利用。 |
| 14.25 kbps   |          | |
| 15.85 kbps   |          | |
| 18.25 kbps   |          | |
| 19.85 kbps   |          | |
| 23.05 kbps   |          | フルレートGSMチャネルは対象外。 |
| 23.85 kbps   |          | フルレートGSMチャネルは対象外。64 kbps の G.722 と同等の音質。 |

コーデックの入出力は 14ビット長、サンプリング周波数 16kHzの信号で、これを 12.8 kHz にダウンサンプリングして処理を行う。デコード時には処理結果を 16kHz にアップサンプリングし、6 kHz ～ 7 kHzの高域成分を追加する。
会話での無音期間は、AMR の場合同様、音声区間検出機能（Voice Activity Detector、VAD）で検出を行い 160ms ごとに SID（silence descriptor）と呼ばれるデータを送信する。まったくの無音を避けるため、デコーダ側では SID を検出すると適度なレベルの背景雑音を再生する。
インターネット上での RTP による AMR-WB のペイロードの形式は RFC4867 で定義されている。

## 用途
携帯電話やVoIPでの音声通信用以外に、AMR-WB は 3GPP で定義された各種マルチメディアサービスで使用することができる。
- IPマルチメディアサブシステム（IMS）
- マルチメディアメッセージングサービス（MMS）
- パケットスイッチドストリーミングサービス（PSS）